# فيصل بن بندر بن عبد العزيز آل سعود
الأمير فيصل بن بندر بن عبد العزيز آل سعود (1365هـ -). الابن الأكبر للأمير بندر بن عبد العزيز آل سعود ووالدته الأميرة وسمية بنت عبد الرحمن بن معمر. كان أميرًا لمنطقة القصيم سابقًا ويشغل حاليًا منصب أمير منطقة الرياض ويحمل عضوية هيئة البيعة والتي تعنى باختيار الملك وولي العهد وتنظيم انتقال السلطة. وهو حاصل على درجة البكالوريوس في العلوم الإدارية عام 1969 من جامعة الملك سعود.

## مناصبه
- مدير قسم التنظيم والإدارة في وزارة الدفاع السعودية من 1973 وحتى 1974.[5]
- مشرف في وزارة الاتصالات وتقنية المعلومات من 1974 وحتى 1978.
- وكيل إمارة منطقة عسير من 1978 وحتى 1981.
- نائب أمير منطقة عسير من 1981 وحتى 1992.
- أمير منطقة القصيم من 1992 وحتى 2015.
- أمير منطقة الرياض من 2015 وحتى الآن.

## أسرته
متزوج من الأميرة نورة بنت محمد بن سعود بن عبد الرحمن آل سعود (ابنة عمته الأميرة هيا بنت عبد العزيز آل سعود)، ولهما من الأبناء:
- الأمير محمد (مقدم طيار متقاعد من القوات الجوية ويعمل الآن في مجال التجارة يحمل درجة الماجستير في العلوم العسكرية من الولايات المتحدة). متزوج من الأميرة سارة بنت عبد الرحمن العبد الله الفيصل آل سعود وله من الأبناء الأمير فيصل، الأمير عبد العزيز، والأميرة هيا.
- الأمير بندر (خريج جامعة الملك فهد للبترول والمعادن ويعمل حاليًا مساعد رئيس الاستخبارات العامة). متزوج من كريمة عبد الله بن فيصل بن تركي بن عبد الله آل سعود
- الأميرة سارة (تحمل درجة الدكتوراة). متزوجة من الأمير سلطان بن فهد بن عبد الله بن عبد الرحمن آل سعود ولها من الأبناء الأمير فهد، الأميرة موضي، والأميرة بسمة.
- الأميرة مشاعل (تحمل درجة الدكتوراة).[7]

## مساهماته
أطلق الأمير فيصل بن بندر بن عبد العزيز آل سعود في عام 1423 هـ برنامج الأمير فيصل بن بندر للتنمية المجتمعية الذي يعنى بتدريب وتوظيف شباب منطقة القصيم، والتنسيق والتعاون بين القطاعات المعنية بالتدريب والتوظيف، إضافةً إلى استقطاب البرنامج للطلاب صيفاً لتعليمهم اللغة الإنجليزية والحاسب الآلي وصرف مكافآت لهم. كما قام الأمير بإنشاء جائزتين الأولى جائزة الأمير فيصل بن بندر للنخيل لتعزيز الجهود المبذولة في زراعة النخيل وإنتاج التمور وتطوير استثماراتها في المنطقة ورفع مستوى الوعي والتثقيف بأهمية النخيل. والأخرى جائزة الأمير فيصل بن بندر لحفظ القرآن الكريم للبنين والبنات بمنطقة القصيم.

## روابط خارجية
| سبقه عبد الإله بن عبد العزيز آل سعود        | أمير منطقة القصيم 1412هـ - 1436هـ | تبعه فيصل بن مشعل بن سعود آل سعود |
| سبقه تركي بن عبد الله بن عبد العزيز آل سعود | أمير منطقة الرياض 1436هـ          | تبعه مازال                        |